# 比永 (芒什省)
比永（法語：Bion，法語發音：[bjɔ̃]）是法国芒什省的一个旧市镇，属于阿夫朗什区。2016年，比永与临近的4个市镇合并为新市镇莫尔坦博卡日。

## 地理
比永（48°37'11"N, 0°55'9"W）面积12.67 平方千米，位于法国诺曼底大区芒什省，该省份为法国西北部沿海省份，西、北、东北三面环大西洋，东起顺时针与卡爾瓦多斯省、奧恩省、马耶讷省和伊勒-维莱讷省接壤。
与比永接壤的市镇（或旧市镇、城区）包括：莫尔坦、莫尔坦博卡日、图谢圣母村、罗马尼-丰特奈、圣克莱芒-朗库德赖、圣让迪科拉伊。

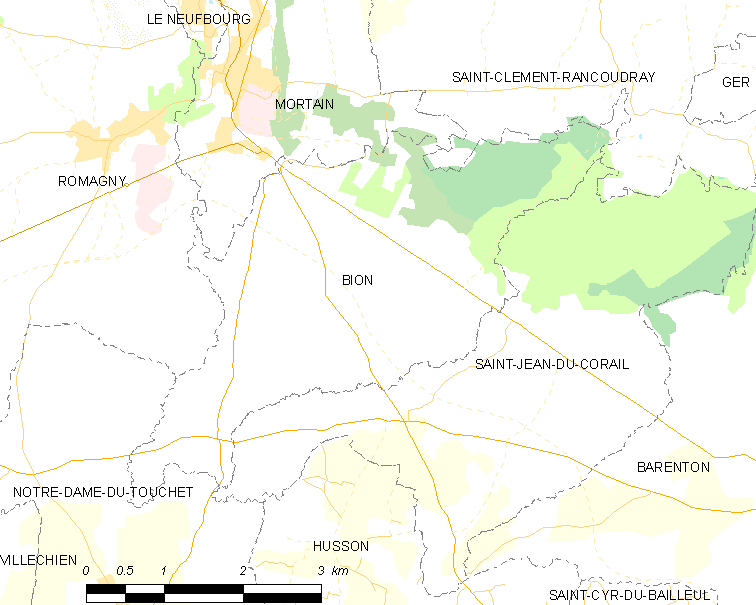
的OSM定位图

比永的时区为UTC+01:00、UTC+02:00（夏令时）。

## 行政
比永的邮政编码为50140，INSEE市镇编码为50056。

## 政治
比永所属的省级选区为勒莫尔泰奈县。

## 人口

1962-2008年间人口变化图示

比永于2018年1月1日时的人口数量为371人。